# いつか/どこか
「いつか/どこか(Sometime/Someplace)」は、CORNELIUS（小山田圭吾）が2017年にリリースした、7インチレコードである。ジャケットは"あなたがいるなら"に続き、小山田の叔父にあたる銅版画家の中林忠良によるもの。B面の「悪くない、この感じ」はアルバム『Ripple Waves』収録。

## 収録曲
A面
1. いつか/どこか(Sometime/Someplace)
  - 作詞・作曲・編曲： 小山田圭吾

B面
1. 悪くない、この感じ
  - 作詞： 坂本慎太郎　作曲・編曲： 小山田圭吾